# Автомагистрала А1 (Франция)
Автомагистрала А1 на Република Франция (на френски език: Autoroute française A1 или Autoroute du Nord; превод: Автомагистрала „Север“) е транспортен коридор, който свързва столицата на Франция – Париж, с разположения на френско-белгийската граница град Лил. Пътят има дължина от 211 км и е най-натовареният във Франция.
Започва в Париж от северните предградия, като преминава през Стад дьо Франс, Ле Бурже, Международното летище Шарл де Гол и парк Астерикс. През по-голямата част магистралата преминава през регион Пикардия, без да пресича някои от големите градове на областта, а преминавайки околовръстно.